# イラストリアス (空母・初代)
イラストリアス (HMS Illustrious, R87) は、イギリス海軍の航空母艦。イラストリアス級航空母艦の1番艦。illustriousは「輝かしい」の意。

## 概要
イラストリアス (HMS Illustrious, R87) は、イギリス海軍が第二次世界大戦で運用した航空母艦。
イラストリアス級は装甲を施した飛行甲板をもつ重防御の空母だが、代償として搭載機は少ない。1940年（昭和15年）5月に竣工後、ただちに地中海艦隊に配備された。
同年11月11日、タラント空襲で搭載機（ソードフィッシュ）によりイタリア海軍の主力戦艦3隻を撃沈する大戦果を挙げた。
1941年（昭和16年）1月上旬、エクセス作戦に従事する。同作戦中の1月10日、ウォースパイト等と共にマルタ島へ向かう輸送船団を護衛中、ドイツ空軍のJu 87の急降下爆撃で爆弾多数が命中して大破。マルタとアレキサンドリアで応急修理をおこなったあと、アメリカで本格的な修理をおこなった。
1942年（昭和17年）初頭から前線に復帰し、アフリカ大陸周辺やインド洋での作戦に従事した。1943年（昭和18年）中盤、地中海での作戦に従事する。9月にイタリアが降伏すると、太平洋戦線に投入される。1944年（昭和19年）1月、東洋艦隊に編入される。3月から5月にかけてアメリカ海軍の空母サラトガと共に東南アジアでの作戦に従事した。サラトガが本来の所属に戻ったあと、イラストリアスはイギリス海軍の大型艦と共にインド洋から東南アジア方面で活動した。
同年末にイギリス太平洋艦隊が新編される。イラストリアスも同艦隊に所属して1945年（昭和20年）3月の沖縄戦に参加する。4月6日、特攻機の突入により損傷し、イギリスに戻った。第二次世界大戦終結後、1954年に除籍された。

## 艦歴

### 建造
1937年になると、イギリス海軍はヴィッカース・アームストロング社に新世代の空母2隻（イラストリアス、ヴィクトリアス）を発注した。
イラストリアスはバロー・イン・ファーネスのヴィッカース・アームストロング社において1937年（昭和12年）4月27日、に起工され、第二次世界大戦開戦直前の1939年（昭和14年）4月5日に進水し、1940年（昭和15年）5月25日に竣工した。艦隊航空隊のパイロットの一部は、Uボートに撃沈された空母カレイジャスの所属であったという。

### 地中海戦線
イラストリアスは竣工と同時に地中海戦線に配備された。8月22日に重巡洋艦ヨークと軽巡洋艦シェフィールドに護衛されてイギリスを離れ、ジブラルタルへ向かった。給油後、イラストリアスは8月30日にジブラルタルを出港し、地中海艦隊へ加わるため、戦艦ヴァリアントなどと共に地中海を通ってアレクサンドリアへと向かった（ハッツ作戦）。
9月2日にマルタの南西沖で地中海艦隊（司令長官カンニガム中将、旗艦ウォースパイト）と合流する。イラストリアスなどが地中海艦隊に増強されたことにより、地中海の戦力バランスはイギリス側に傾いた。イギリス海軍の士気も高まった。
4日にはイラストリアスと空母イーグルの搭載機がロドス島を空襲し、5日アレクサンドリアに到着した。
9月15日、戦艦ヴァリアント、重巡洋艦ケント、駆逐艦7隻と共にアレクサンドリアから出撃する。第3巡洋艦戦隊と合流後、16日から17日の夜にベンガジを空襲し、イタリア駆逐艦ボレアと貨物船2隻を撃沈し、機雷も敷設した。
9月28日、マルタへの兵員輸送に当たる軽巡グロスターとリヴァプールがアレクサンドリアから出港。その護衛として、イラストリアスや戦艦ウォースパイト、ヴァリアントなども出撃した（MB5作戦）。グロスターとリヴァプールは無事マルタに到着し、2隻が兵員を降ろしたあと艦隊は帰投した。
10月、マルタへの補給作戦（MB6作戦）に参加、軽巡エイジャックスの砲撃で大破したイタリア駆逐艦アルティリエーレを始末するためソードフィッシュ3機を放ったが、魚雷は1本も命中しなかった（パッセロ岬沖海戦）。
帰投途中の10月13日から14日にかけての夜にレロス島を空襲した。
この頃、カニンガム提督は隷下の空母2隻によるターラント奇襲を計画し、10月21日夜の実施を目指した。だがイラストリアスで事故が発生して延期を余儀なくされ、またイーグルも燃料系統の損傷により奇襲作戦に参加できなくなった。イラストリアスはイーグルのソードフィッシュ5機を受け入れた。
11月7日、地中海艦隊は輸送船団護衛をかねてアレクサンドリアを出撃する（ジャッジメント作戦）。折しもイタリア海軍は10月下旬からはじまったイタリア軍のギリシャ侵攻のため主力部隊をターラントに集結させていたので、英海軍にとって好都合だった。
地中海艦隊は、牽制と陽動を兼ねた偵察部隊、カニンガム提督の本隊、ラムリー・リスター少将の空襲部隊にわかれており、11月11日に空襲部隊は本隊と分離してターラントにむかった。同11日夜、イラストリアスはソードフィッシュ21機を放った。タラント軍港にはイタリア海軍の主要艦艇が揃っており、ソードフィッシュの夜間奇襲攻撃は喪失2機と引き換えに大戦果を挙げた。12日、イラストリアスは本隊に合流して帰途についた。イタリア王立空軍の空襲を受けたが、直衛機で撃退した。
北アフリカ戦線ではイタリアのエジプト侵攻により連合軍と枢軸国軍の間で陸戦が繰り広げられ、イギリス軍は12月上旬からコンパス作戦を発動していた。陸軍支援のため、地中海艦隊はバルディア近郊のイタリア陸軍に艦砲射撃を実施する（MC5作戦）。イラストリアスは砲撃部隊（ウォースパイト、ヴァリアント、バーラム、モニター艦、護衛部隊）の上空支援、対潜哨戒、弾着観測をおこなった。

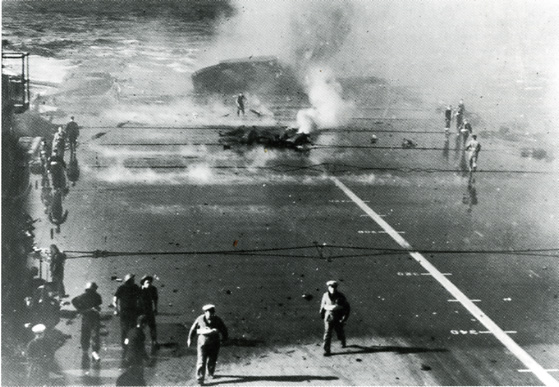
爆弾が命中した「イラストリアス」の飛行甲板（1941年1月10日）

地中海の制空権を握れないイタリア王立空軍 (Regia Aeronautica) を支援するため、ドイツ空軍 (Luftwaffe) が助っ人として登場した。ハンス・ガイスラー中将が率いる第10飛行団で、1940年末にシチリア島など5つの航空基地に展開した。第10飛行団はイラストリアス撃沈を命じられ、パイロット達は洋上に浮かべた標的をイラストリアスに見立てて猛訓練をおこなったという。
カニンガム中将が評したように、ドイツ空軍（ルフトバッフェ）とJu 87はイタリア空軍と比較にならないほどの脅威となった。
1941年（昭和16年）1月初頭、イラストリアスはMC4作戦／エクセス作戦 (Operation Excess) に参加する。
1月7日、カニンガム提督が指揮するＡ部隊（ウォースパイト、ヴァリアント、イラストリアス、随伴駆逐艦）はエジプトのアレキサンドリアを出撃した。Ａ部隊は、マルタ島に向かう輸送船団を護衛していた。途中でジブラルタルからきたH部隊および輸送船団と合流した。
1月10日、地中海艦隊はマルタ南方海面でイタリア空軍とドイツ空軍に襲われる。まずサヴォイア・マルケッティ SM.79（魚雷装備）2機がイラストリアスを襲ったが、直衛戦闘機が撃墜し、ヴァリアントは投下された魚雷を回避した。
つづいてシチリア島に配備されていたドイツ空軍第1急降下爆撃航空団第1飛行隊と第2急降下爆撃航空団第2飛行隊のスツーカ　合計43機が地中海艦隊を攻撃した。イラストリアスの直衛機は補給のため母艦に着艦しようと低空に降りており、また直衛機の緊急発進も間に合わず、高度4,000メートルで飛来したドイツ空軍機を阻止できなかった。イラストリアスは命中弾6発と至近弾3発を受ける。500kg徹甲爆弾は飛行甲板の装甲を貫通して大穴をあけ、またエレベーターへの命中弾で損傷が拡大する。イラストリアスは炎上し、200名ほどの戦死者と負傷者を出した。操舵装置が破壊されたが機関は無事であり、自力航行が可能であった。駆逐艦4隻に護衛され速力17ノットで退避を開始、同日夜マルタに到着した。
ヘルマン・ゲーリング空軍元帥は、修理中のイラストリアスを葬ろうと尽力した。1月16日、メッサーシュミットに護衛されたスツーカ 44機がマルタ島を空襲する。イラストリアスに爆弾が命中した。19日、またしてもスツーカ 42機の空襲をうけたが、ハリケーン戦闘機の迎撃もあり、イラストリアスは至近弾2発で済んだ。イギリス海軍はイラストリアスをマルタ島から脱出させることにした。
23日夕刻、駆逐艦4隻と共にマルタを離れ、軽巡パースにも護衛されて、25日アレクサンドリアに戻る。マルタで13日間も標的と化していたイラストリアスが撃沈されず、乗組員と造船所工員の必死の努力によって応急修理に成功し、アレクサンドリアに撤退できたのは奇跡であった。アレクサンドリアでもさらに修理を受け、それからイラストリアスは完全な修理のため3月10日にアレクサンドリアを離れてスエズ運河、南アフリカ経由でアメリカに向かい、5月12日にバージニア州のノーフォーク海軍造船所に到着した。
イラストリアスは1941年（昭和16年）12月にアメリカを離れ、イギリスに戻った。だが、この航海中の12月16日に同行していた空母フォーミダブルと衝突して艦首を損傷し、その修理にさらに時間を費やした。

### 1942年
1942年（昭和17年）3月23日、イラストリアスは、ヴィシー政権側についていたフランス領マダガスカルのディエゴ・スアレスへの上陸作戦アイアンクラッド作戦に参加する部隊を運ぶWS17船団を護衛してイギリスを離れた。上陸作戦は5月に行われてイラストリアスもそれに参加し、5月7日にはイラストリアスのソードフィッシュが潜水艦ル・エローを沈めた。
7月下旬、アメリカ軍がソロモン諸島で実施予定のウォッチタワー作戦に呼応してイギリス軍が陽動を実施することになり、サマヴィル提督が指揮する東洋艦隊は大型艦3隻（ウォースパイト、イラストリアス、フォーミダブル）を基幹としてスタブ作戦 (Operation Stab) を実施した。航空偵察で東洋艦隊の動静を知った日本海軍は、この方面で南西方面艦隊が実施予定だった通商破壊作戦「B作戦」を延期した。8月7日にガダルカナル島攻防戦が勃発すると、B作戦を中止してその戦力を南東方面に転用した。
9月、マダガスカルのマジュンガへの上陸作戦に参加する。この後は護衛艦艇不足からキリンディニ港に留まっていた。イラストリアスは1943年（昭和18年）2月にイギリスに戻った。

### 1943年
1943年（昭和18年）8月、イラストリアスはケベック会談に出席するウィンストン・チャーチルを乗せたクイーン・メリーを途中まで護衛し、それから地中海へ向かった。9月上旬のイタリア降伏により、イギリス海軍は再び艦隊をインド洋に派遣できるようになった。その前に、H部隊はイタリア侵攻におけるサレルノ上陸作戦（アヴァランチ作戦）に参加する。9月14日夕刻、大型艦3隻（イラストリアス、ウォースパイト、バリアント）はイギリスに帰るためにマルタを出発した。するとドイツ軍の抵抗を受けているアメリカ軍を支援するため、戦艦2隻はサレルノ湾にむかった。イラストリアスは一足先にイギリスに戻った。イラストリアスは12月30日にイギリスを離れ、スエズ運河経由でインド洋にむかった。
11月、イギリス海軍はイラストリアス級航空母艦を基幹とする第一空母戦隊 (1st Aircraft Carrier Squadron) を新編し、本艦もそこに加わった。

### 1944年
1944年（昭和19年）1月28日、イラストリアスはセイロン島トリンコマリーで東洋艦隊に編入された。
この頃、イギリス側の要請でアメリカ海軍太平洋艦隊司令長官チェスター・ニミッツ大将はレキシントン級航空母艦サラトガをジェームズ・サマヴィル提督（東洋艦隊司令長官）に貸し与えている。サラトガを貸与することで、アメリカ海軍は空母機動部隊の戦法をイギリス東洋艦隊に伝授した。
3月21日、戦艦ヴァリアントなどを伴ってトリンコマリーを出港し、サラトガと合流してトリンコマリーに戻った。イラストリアスとサラトガは巡洋戦艦レナウンや自由フランス海軍の戦艦リシュリューなどと共に4月16日にトリンコマリーから出撃し、東南アジアにむかった。
19日、インドネシアアチェ州のサバンに空襲を実施した（コックピット作戦）。イラストリアスとサラトガは5月17日に蘭印スラバヤを空襲した（トランサム作戦）。攻撃後、イラストリアスは太平洋へ戻るサラトガと別れてトリンコマリーに帰投した。6月21日、ポートブレア空襲を実施（ペダル作戦）。7月25日、空母2隻（ヴィクトリアス、イラストリアス）と戦艦部隊はサバンやバンダ・アチェの日本軍飛行場や基地施設に空襲と艦砲射撃をおこなった（クリムズン作戦）。

### 太平洋艦隊
1944年（昭和19年）11月に太平洋艦隊が新設されると、第一空母戦隊も編入された。ボルネオの日本軍占領地奪還は、ダグラス・マッカーサー将軍総指揮のもと、第七艦隊と豪州軍に任された。イラストリアスは空母インドミタブルと共に12月20日にスマトラ島の製油所攻撃を実行（ロブソン作戦）。しかし、この時の攻撃は雲に妨げられた。1945年（昭和20年）1月24日と29日にはイラストリアスを含む英空母4隻の艦載機がパレンバンを空襲したが（メリディアン作戦）、作戦中に日本軍機による攻撃を受け混乱した際に、軽巡洋艦ユーライアラスの発射した砲弾2発がイラストリアスに命中し12名の死者を出した。
メリディアン作戦後シドニーへ向かい、2月10日に到着した。それからマヌス島、次いでウルシー環礁に移動した。3月23日、イラストリアスは戦艦キング・ジョージ5世、空母インドミタブル、ヴィクトリアス、インディファティガブルなどと共にアメリカ第5艦隊指揮下の第57任務部隊として、沖縄上陸作戦（アイスバーグ作戦）参加のためウルシー環礁から出撃した。アイスバーグ作戦での第57任務部隊の任務は先島諸島攻撃であった。第57任務部隊は3月26日から攻撃を開始する。イラストリアス級はエセックス級航空母艦と比較して色々と問題があったが、飛行甲板にはられた装甲ゆえに頑丈さだけは優れていた。それでもイラストリアスは4月6日に日本軍の特攻機の突入を受けて損傷した。修理のためイギリスに戻された。
戦後は訓練及び試験用に使われた。1954年除籍され、1956年に解体された。

## 搭載航空戦力
| 時期       | 機数    | 搭載機 |
| ---------- | ------- | --- |
| 1940年 6月 | ?機     | 第806飛行隊（スクア×？） 第815飛行隊（ソードフィッシュ×？） 第819飛行隊（ソードフィッシュ×？） |
| 1941年3月  | 41機    | 第806飛行隊（フルマー×15） 第815飛行隊（ソードフィッシュ×9） 第813飛行隊（ソードフィッシュ×4＋シーグラディエーター×2） 第819飛行隊（ソードフィッシュ×9） 第824飛行隊（ソードフィッシュ×2）           |
| 1942年5月  | 33機    | 第810飛行隊（ソードフィッシュ×8） 第829飛行隊（ソードフィッシュ×12） 第881飛行隊（マートレットMk.Ⅱ×12） 第882飛行隊（マートレット×8＋フルマーNF×1）                                                  |
| 1942年9月  | 47機    | 第806飛行隊（フルマーMk.Ⅱ×6） 第810飛行隊（ソードフィッシュ×9） 第829飛行隊（ソードフィッシュ×9） 第881飛行隊（マートレットⅡ×23）                                                                    |
| 1943年7月  | 46機    | 第809飛行隊（マートレットMk.Ⅳ×12） 第810飛行隊（バラクーダMk.Ⅱ×12） 第878飛行隊（マートレットMk.Ⅳ×12） 第894飛行隊（シーファイアMk.ⅡC×10）                                                           |
| 1943年9月  | 32機    | 第878飛行隊（マートレットMk.Ⅳ×14） 第890飛行隊（マートレットMk.Ⅳ×14） 第894飛行隊（シーファイアMk.ⅡC×10 ※内6機未搭載）                                                                               |
| 1943年12月 | 40+??機 | 第810飛行隊（バラクーダMk.Ⅱ×12） 第847飛行隊（バラクーダ×？） 第1830飛行隊（コルセア×14） 第1833飛行隊（コルセア×14）                                                                                |
| 1944年4月  | 57機    | 第810飛行隊（バラクーダMk.Ⅱ×9） 第847飛行隊（バラクーダMk.Ⅱ×6） 第1830飛行隊（コルセアMk.Ⅱ×14） 第1833飛行隊（コルセアMk.Ⅱ×14） 第1837飛行隊（コルセアMk.Ⅱ×14）                                      |
| 1944年5月  | 67機    | 第810飛行隊（バラクーダMk.Ⅱ×12） 第832飛行隊（アベンジャーMk.Ⅰ×9） 第845飛行隊（アベンジャーMk.Ⅰ×9） 第847飛行隊（バラクーダMk.Ⅱ×9） 第1830飛行隊（コルセアMk.Ⅱ×14） 第1833飛行隊（コルセアMk.Ⅱ×14） |
| 1944年7月  | 51機    | 第810飛行隊（バラクーダMk.Ⅱ×9） 第1830飛行隊（コルセアMk.Ⅱ×14） 第1833飛行隊（コルセアMk.Ⅱ×14） 第1837飛行隊（コルセアMk.Ⅱ×14）                                                                      |
| 1944年12月 | 57機    | 第854飛行隊（アベンジャーMk.Ⅱ×21） 第1830飛行隊（コルセアMk.Ⅱ×18） 第1833飛行隊（コルセアMk.Ⅱ×18）                                                                                                   |
| 1945年1月  | 53機    | 第854飛行隊（アベンジャーMk.Ⅰ&Ⅱ×21） 第1830飛行隊（コルセアMk.Ⅱ×16） 第1833飛行隊（コルセアMk.Ⅱ×16）                                                                                                 |
| 1945年2月  | 52機    | 第854飛行隊（アベンジャーMk.Ⅱ×16） 第1830飛行隊（コルセアMk.Ⅱ×18） 第1833飛行隊（コルセアMk.Ⅱ×18）                                                                                                   |

## 登場作戦
- 「特設空母安松丸物語」：『宮崎駿の雑想ノート』（宮崎駿、大日本絵画、1992年、ISBN4499206022）所収
  - 1942年（昭和17年）6月上旬、インド洋で船団護衛任務に就いていた。搭載機はブラックバーン ロックとソードフィッシュ。日本海軍の特設航空母艦から発進した九六式艦上攻撃機の夜間雷撃を受けて損傷、マタガスカルに後退した。